# Mateusz Rudyk

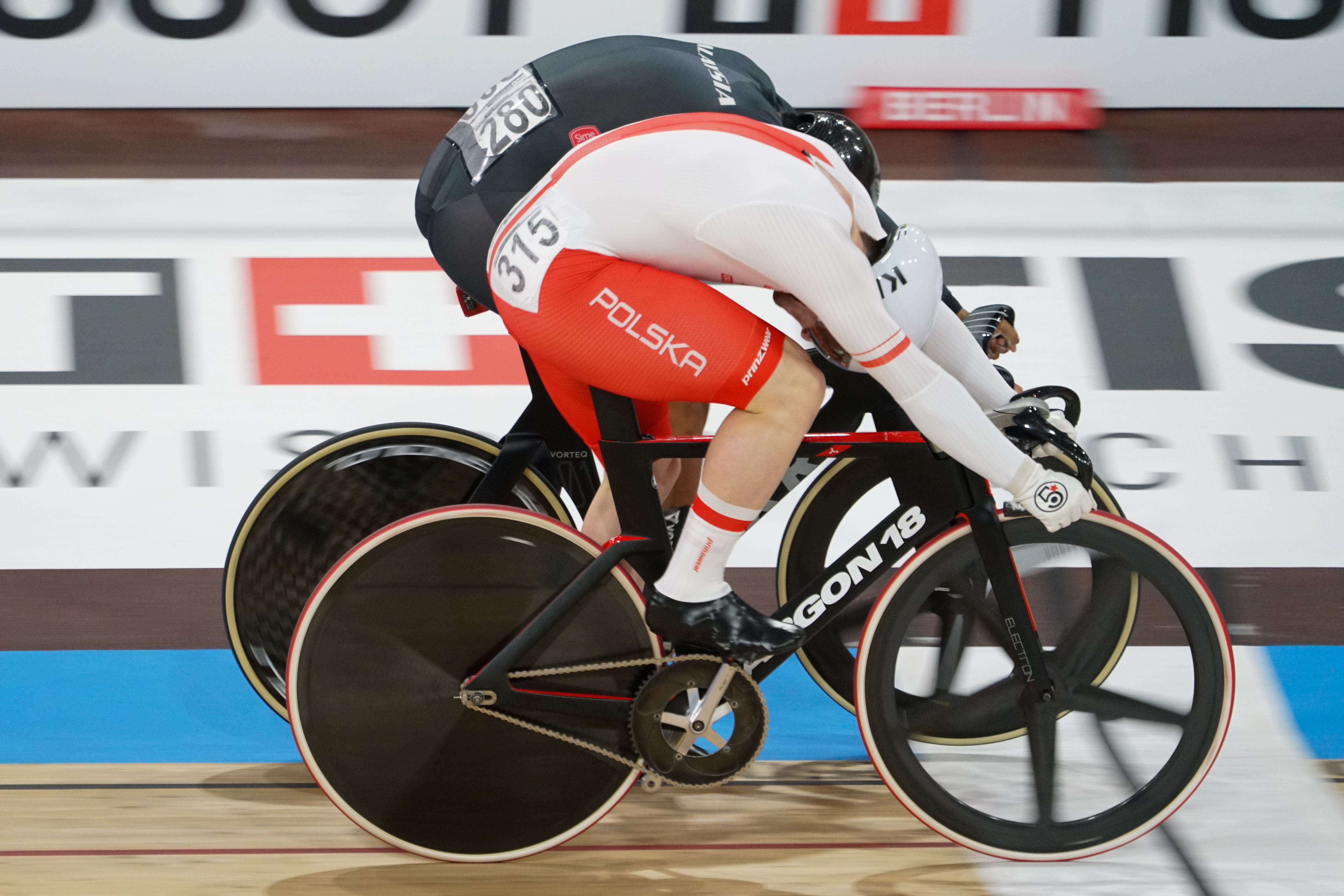
Rudyk im Sprint gegen Muhammad Shah Firdaus Sahrom bei der WM 2020

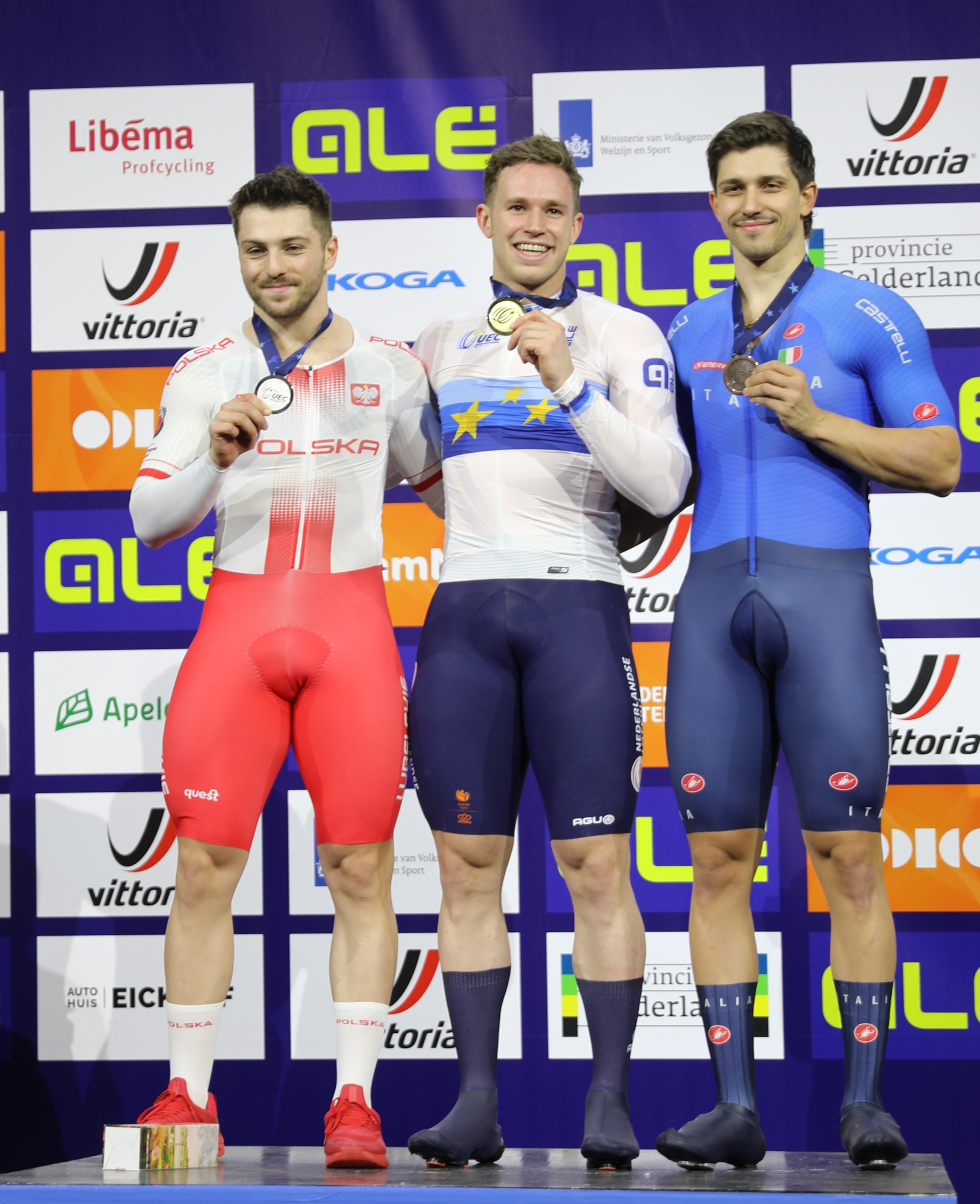
Rudyk (l.) 2024 auf dem EM-Podium im Keirin, mit Harrie Lavreysen (M.) und Stefano Moro

Mateusz Zbigniew Rudyk (* 20. Juli 1995 in Oława) ist ein polnischer Radsportler, der Rennen im Bahnradsport  bestreitet.

## Sportliche Laufbahn
Mateusz Rudyk ist ein Spezialist für die Kurzzeitdisziplinen auf der Bahn. 2014 macht er erstmals international auf sich aufmerksam, als er gemeinsam mit Mateusz Lipa und Patryk Rajkowski Vize-Europameister im Teamsprint in der Kategorie U23 wurde. Im Jahr darauf konnten die drei Fahrer diesen Erfolg bei den U23-Europameisterschaften 2015 wiederholen. 2016 wurde Rudyk zweifacher Europameister, mit Maciej Bielecki und Kamil Kuczyński bei den Europameisterschaften der Elite und beiden U23-Europameisterschaften im Sprint. Zudem wurde er 2016 zweifacher polnischer Meister in der U23.
2017 errang Rudyk den Titel des polnischen Meisters im Sprint. Im Jahr darauf entschied er zunächst die Sprint-Gesamtwertung des Bahnrad-Weltcups 2017/18 für sich. Bei den Weltmeisterschaften wurde er Dritter im Sprint. Bahnrad-Weltcups 2019/20 gewann er erneut die Sprint-Gesamtwertung im Weltcup. Bei den Bahnradsport-Europameisterschaften 2021 errang er jeweils Bronze im 1000-Meter-Zeitfahren und im Teamsprint (mit Maciej Bielecki, Patryk Rajkowski und Daniel Rochna). Im Dezember 2021 belegte er in der Gesamtwertung der UCI Track Champions League Rang 13. 2022 gewann er den Großen Preis von Deutschland im Sprint. 2023 wurde er Vize-Europameister im Sprint, im Jahr darauf gewann er bei Bahnradsport-Europameisterschaften in Apeldoorn jeweils Silber in Keirin und Sprint, im Teamsprint mit Daniel Rochna, Rafał Sarnecki und Maciej Bielecki Bronze.
2024 wurde Mateusz Rudyk für die Olympischen Spiele in Paris nominiert. Kurz vor Beginn der Wettbewerbe wurde er jedoch vorläufig vom Weltradsportverband UCI suspendiert, da bei ihm die Einnahme von Insulin nachgewiesen worden war. Rudyk hat Diabetes, hatte aber Ausnahmegenehmigung für sein Medikament nicht wie vorgeschrieben verlängert. Michał Rynkowski, Direktor der Polnischen Anti-Doping-Agentur (POLADA), erklärte, handele es handele sich um ein „Versehen“. Die Suspendierung wurde am 31. Juli, rechtzeitig vor Beginn der Wettbewerbe in Paris, von der UCI aufgehoben.

## Familie
Ein jüngerer Bruder von Rudyk ist Bartosz Rudyk, der in den Ausdauerdisziplinen auf der Bahn sowie bei Straßenrennen aktiv ist.

## Erfolge
2014
- U23-Europameisterschaft – Teamsprint (mit Mateusz Lipa und Patryk Rajkowski)

2015
- Europameisterschaft (U23) – Teamsprint (mit Mateusz Lipa und Patryk Rajkowski)
- Polnischer Meister (U23) – Keirin, Teamsprint (mit Mateusz Lipa und Piotr Stanislawek)

2016
- Europameister – Teamsprint (mit Maciej Bielecki. Mateusz Lipa und Kamil Kuczyński)
- Europameister (U23) – Sprint
- Polnischer Meister (U23) – 1000-Meter-Zeitfahren, Teamsprint (mit Rafał Sarnecki und Krzysztof Maksel)

2017
- Polnischer Meister – Sprint

2018
- Bahnrad-Weltcup 2017/18 Gesamtwertung – Sprint
- Polnischer Meister – Sprint, Teamsprint (mit Krzysztof Maksel, Mateusz Lipa und Rafał Sarnecki)
- Weltmeisterschaft – Sprint

2019
- Polnischer Meister – Sprint, Teamsprint (mit Krzysztof Maksel und Rafał Sarnecki)
- Europameisterschaft – Sprint
- Weltcup in Cambridge – Sprint
- Weltcup in Brisbane – Sprint
- Bahnrad-Weltcup 2019/20 – Gesamtwertung Sprint

2020
- Weltcup in Milton – Sprint

2021
- Europameisterschaft – 1000-Meter-Zeitfahren, Teamsprint (mit Maciej Bielecki, Patryk Rajkowski und Daniel Rochna)
- Polnischer Meister – Sprint, Teamsprint (mit Rafał Sarnecki und Krzysztof Maksel)

2022
- Polnischer Meister – Sprint, Keirin, Teamsprint (mit Rafał Sarnecki und Krzysztof Maksel)

2023
- Europameisterschaft – Sprint
- Polnischer Meister – Keirin, Teamsprint (mit Rafał Sarnecki und Tomasz Dobrzynski)

2024
- Europameisterschaft – Sprint, Keirin
- Europameisterschaft – Teamsprint (mit Daniel Rochna, Rafał Sarnecki und Maciej Bielecki)